# Medlov, Olomouc
Medlov là một làng thuộc huyện Olomouc, vùng Olomoucký, Cộng hòa Séc.